# U-21-Fußball-Europameisterschaft 2017/Gruppe C
| Pl. | Land        | Sp. | S | U | N | Tore    | Diff. | Punkte |
| --- | ----------- | --- | - | - | - | ------- | ----- | ------ |
| 1.  | Italien     | 3   | 2 | 0 | 1 | 004:300 | +1    | 06     |
| 2.  | Deutschland | 3   | 2 | 0 | 1 | 005:100 | +4    | 06     |
| 3.  | Dänemark    | 3   | 1 | 0 | 2 | 004:700 | −3    | 03     |
| 4.  | Tschechien  | 3   | 1 | 0 | 2 | 005:700 | −2    | 03     |

Gruppe C der U-21-Fußball-Europameisterschaft 2017

## Deutschland – Tschechien 2:0 (1:0)
| Deutschland                                        | Deutschland | Tschechien | Tschechien |
| -------------------------------------------------- | --- | --- | ---------- |
| Deutschland                                        | \| 18. Juni 2017 um 18 Uhr in Tychy (Stadion Miejski) \| \| Zuschauer: 14.051 \| \| Schiedsrichter: Jesús Gil Manzano ( Spanien) \| \| Spielbericht \| | \| 18. Juni 2017 um 18 Uhr in Tychy (Stadion Miejski) \| \| Zuschauer: 14.051 \| \| Schiedsrichter: Jesús Gil Manzano ( Spanien) \| \| Spielbericht \|                                                                                                  | Tschechien |
| Deutschland                                        | Julian Pollersbeck – Yannick Gerhardt, Marc Oliver Kempf, Niklas Stark, Jeremy Toljan – Maximilian Arnold (86. Janik Haberer), Mahmoud Dahoud (66. Gideon Jung) – Serge Gnabry, Max Meyer, Mitchell Weiser (76. Maximilian Philipp) – Davie Selke Cheftrainer: Stefan Kuntz | Lukáš Zima – Milan Havel, Stefan Simič, Michael Lüftner – Tomáš Souček, Michal Sáček (81. Tomáš Chorý) – Jakub Jankto, Petr Ševčík (56. Antonín Barák), Michal Trávník , Vaclav Černý (72. Martin Hašek) – Patrik Schick Cheftrainer: Vítězslav Lavička | Tschechien |
| Deutschland                                        | 1:0 Max Meyer (44.) 2:0 Serge Gnabry (50.) | | Tschechien |
| Deutschland                                        | Trávník (83.), Jankto (89.) | | Tschechien |
| Deutschland                                        | Selke verschießt einen Elfmeter (85.) | | Tschechien |
| Deutschland                                        | Spieler des Spiels: Max Meyer (Deutschland) | | Tschechien |
| 18. Juni 2017 um 18 Uhr in Tychy (Stadion Miejski) | | |            |
| Zuschauer: 14.051                                  | | |            |
| Schiedsrichter: Jesús Gil Manzano ( Spanien)       | | |            |
| Spielbericht                                       | | |            |

## Dänemark – Italien 0:2 (0:0)
| Dänemark                                                | Dänemark | Italien | Italien |
| ------------------------------------------------------- | --- | --- | ------- |
| Dänemark                                                | \| 18. Juni 2017 um 20:45 Uhr in Krakau (Cracovia-Stadion) \| \| Zuschauer: 8.754 \| \| Schiedsrichter: Ivan Kružliak ( Slowakei) \| \| Spielbericht \| | \| 18. Juni 2017 um 20:45 Uhr in Krakau (Cracovia-Stadion) \| \| Zuschauer: 8.754 \| \| Schiedsrichter: Ivan Kružliak ( Slowakei) \| \| Spielbericht \| | Italien |
| Dänemark                                                | Jeppe Højbjerg – Jacob Rasmussen, Andreas Maxsø, Patrick Banggaard, Frederik Holst – Frederik Børsting (79. Mikkel Duelund), Lasse Vigen Christensen , Christian Nørgaard, Andrew Hjulsager – Marcus Ingvartsen (72. Kenneth Zohoré), Lucas Andersen (80. Emiliano Marcondes) Cheftrainer: Niels Frederiksen | Gianluigi Donnarumma – Antonio Barreca, Mattia Caldara, Daniele Rugani, Andrea Conti – Marco Benassi (73. Alberto Grassi), Roberto Gagliardini, Lorenzo Pellegrini – Federico Bernardeschi, Andrea Petagna (88. Alberto Cerri), Domenico Berardi (67. Federico Chiesa) Cheftrainer: Luigi Di Biagio | Italien |
| Dänemark                                                | 0:1 Lorenzo Pellegrini (54.) 0:2 Andrea Petagna (88.) | | Italien |
| Dänemark                                                | Nørgaard (26.), Holst (83.) | | Italien |
| Dänemark                                                | Spieler des Spiels: Lorenzo Pellegrini (Italien) | | Italien |
| 18. Juni 2017 um 20:45 Uhr in Krakau (Cracovia-Stadion) | | |         |
| Zuschauer: 8.754                                        | | |         |
| Schiedsrichter: Ivan Kružliak ( Slowakei)               | | |         |
| Spielbericht                                            | | |         |

## Tschechien – Italien 3:1 (1:0)
| Tschechien                                         | Tschechien | Italien | Italien |
| -------------------------------------------------- | --- | --- | ------- |
| Tschechien                                         | \| 21. Juni 2017 um 18 Uhr in Tychy (Stadion Miejski) \| \| Zuschauer: 13.251 \| \| Schiedsrichter: Benoît Bastien ( Frankreich) \| \| Spielbericht \| | \| 21. Juni 2017 um 18 Uhr in Tychy (Stadion Miejski) \| \| Zuschauer: 13.251 \| \| Schiedsrichter: Benoît Bastien ( Frankreich) \| \| Spielbericht \| | Italien |
| Tschechien                                         | Lukáš Zima – Daniel Holzer, Stefan Simič, Michael Lüftner, Milan Havel – Jakub Jankto, Tomáš Souček, Michal Hubínek (77. Tomáš Chorý), Michal Trávník , Martin Hašek (66. Marek Havlík) – Patrik Schick (83. Michal Sáček) Cheftrainer: Vítězslav Lavička | Gianluigi Donnarumma – Davide Calabria, Daniele Rugani , Alex Ferrari, Andrea Conti – Lorenzo Pellegrini, Danilo Cataldi (83. Alberto Cerri), Alberto Grassi (54. Federico Chiesa) – Federico Bernardeschi (75. Roberto Gagliardini), Andrea Petagna, Domenico Berardi Cheftrainer: Luigi Di Biagio | Italien |
| Tschechien                                         | 1:0 Michal Trávník (24.) 2:1 Marek Havlík (79.) 3:1 Michael Lüftner (85.) | 1:1 Domenico Berardi (70.) | Italien |
| Tschechien                                         | Hubínek (18.), Havlík (77.) | Berardi (29.), Cataldi (34.), Conti (73.), Cerri (87.) | Italien |
| Tschechien                                         | Spieler des Spiels: Tomáš Souček (Tschechien) | | Italien |
| 21. Juni 2017 um 18 Uhr in Tychy (Stadion Miejski) | | |         |
| Zuschauer: 13.251                                  | | |         |
| Schiedsrichter: Benoît Bastien ( Frankreich)       | | |         |
| Spielbericht                                       | | |         |

## Deutschland – Dänemark 3:0 (0:0)
| Deutschland                                             | Deutschland | Dänemark | Dänemark |
| ------------------------------------------------------- | --- | --- | -------- |
| Deutschland                                             | \| 21. Juni 2017 um 20:45 Uhr in Krakau (Cracovia-Stadion) \| \| Zuschauer: 9.298 \| \| Schiedsrichter: Serdar Gözübüyük ( Niederlande) \| \| Spielbericht \| | \| 21. Juni 2017 um 20:45 Uhr in Krakau (Cracovia-Stadion) \| \| Zuschauer: 9.298 \| \| Schiedsrichter: Serdar Gözübüyük ( Niederlande) \| \| Spielbericht \| | Dänemark |
| Deutschland                                             | Julian Pollersbeck – Yannick Gerhardt, Marc Oliver Kempf, Niklas Stark, Jeremy Toljan – Maximilian Arnold (65. Nadiem Amiri), Mahmoud Dahoud – Serge Gnabry (80. Levin Öztunali), Max Meyer, Mitchell Weiser (66. Gideon Jung) – Davie Selke Cheftrainer: Stefan Kuntz | Jeppe Højbjerg – Jakob Blåbjerg (62. Mads Pedersen), Patrick Banggaard, Andreas Maxsø, Frederik Holst – Casper Nielsen (56. Kenneth Zohoré), Christian Nørgaard, Lasse Vigen Christensen , Andrew Hjulsager (80. Mathias Jensen) – Marcus Ingvartsen, Mikkel Duelund Cheftrainer: Niels Frederiksen | Dänemark |
| Deutschland                                             | 1:0 Davie Selke (53.) 2:0 Marc Oliver Kempf (73.) 3:0 Nadiem Amiri (79.) | | Dänemark |
| Deutschland                                             | Jung (76.), Toljan (84.), Stark (90.+2′) | Christensen (13.), Duelund (46.), Banggaard (63.) | Dänemark |
| Deutschland                                             | Spieler des Spiels: Jeremy Toljan (Deutschland) | | Dänemark |
| 21. Juni 2017 um 20:45 Uhr in Krakau (Cracovia-Stadion) | | |          |
| Zuschauer: 9.298                                        | | |          |
| Schiedsrichter: Serdar Gözübüyük ( Niederlande)         | | |          |
| Spielbericht                                            | | |          |

## Italien – Deutschland 1:0 (1:0)
| Italien                                                 | Italien | Deutschland | Deutschland |
| ------------------------------------------------------- | --- | --- | ----------- |
| Italien                                                 | \| 24. Juni 2017 um 20:45 Uhr in Krakau (Cracovia-Stadion) \| \| Zuschauer: 14.039 \| \| Schiedsrichter: Slavko Vinčić ( Slowenien) \| \| Spielbericht \| | \| 24. Juni 2017 um 20:45 Uhr in Krakau (Cracovia-Stadion) \| \| Zuschauer: 14.039 \| \| Schiedsrichter: Slavko Vinčić ( Slowenien) \| \| Spielbericht \| | Deutschland |
| Italien                                                 | Gianluigi Donnarumma – Antonio Barreca, Daniele Rugani, Mattia Caldara, Andrea Conti – Marco Benassi , Lorenzo Pellegrini, Roberto Gagliardini, Federico Chiesa (78. Andrea Petagna) – Federico Bernardeschi, Domenico Berardi (86. Manuel Locatelli) Cheftrainer: Luigi Di Biagio | Julian Pollersbeck – Yannick Gerhardt, Marc Oliver Kempf, Niklas Stark, Jeremy Toljan – Maximilian Arnold , Mahmoud Dahoud (72. Gideon Jung) – Serge Gnabry, Max Meyer (67. Maximilian Philipp), Mitchell Weiser (76. Nadiem Amiri) – Davie Selke Cheftrainer: Stefan Kuntz | Deutschland |
| Italien                                                 | 1:0 Federico Bernardeschi (31.) | | Deutschland |
| Italien                                                 | Berardi (32.), Chiesa (34.), Bernardeschi (38.), Conti (45.+1′) | Kempf (25.), Arnold (32.), Gerhardt (84.) | Deutschland |
| Italien                                                 | Spieler des Spiels: Federico Bernardeschi (Italien) | | Deutschland |
| 24. Juni 2017 um 20:45 Uhr in Krakau (Cracovia-Stadion) | | |             |
| Zuschauer: 14.039                                       | | |             |
| Schiedsrichter: Slavko Vinčić ( Slowenien)              | | |             |
| Spielbericht                                            | | |             |

## Tschechien – Dänemark 2:4 (1:2)
| Tschechien                                            | Tschechien | Dänemark | Dänemark |
| ----------------------------------------------------- | --- | --- | -------- |
| Tschechien                                            | \| 24. Juni 2017 um 20:45 Uhr in Tychy (Stadion Miejski) \| \| Zuschauer: 9.047 \| \| Schiedsrichter: Bobby Madden ( Schottland) \| \| Spielbericht \|                                                                                                  | \| 24. Juni 2017 um 20:45 Uhr in Tychy (Stadion Miejski) \| \| Zuschauer: 9.047 \| \| Schiedsrichter: Bobby Madden ( Schottland) \| \| Spielbericht \| | Dänemark |
| Tschechien                                            | Lukáš Zima – Daniel Holzer (78. Marek Havlík), Stefan Simič, Michael Lüftner, Milan Havel – Martin Hašek (46. Tomáš Chorý), Tomáš Souček – Jakub Jankto (64. Lukáš Juliš), Michal Trávník , Vaclav Černý – Patrik Schick Cheftrainer: Vítězslav Lavička | Jeppe Højbjerg – Mads Pedersen (74 Jakob Blåbjerg), Patrick Banggaard, Andreas Maxsø, Rasmus Nissen – Mathias Jensen, Christian Nørgaard, Lasse Vigen Christensen (57. Casper Nielsen), Andrew Hjulsager (66. Marcus Ingvartsen) – Lucas Andersen, Kenneth Zohoré Cheftrainer: Niels Frederiksen | Dänemark |
| Tschechien                                            | 1:1 Patrik Schick (27.) 2:2 Tomáš Chorý (54.) | 0:1 Lucas Andersen (23.) 1:2 Kenneth Zohoré (35.) 2:3 Kenneth Zohoré (73.) 2:4 Marcus Ingvartsen (90.+1′) | Dänemark |
| Tschechien                                            | Simič (82.), Černý (84.), Souček (88.) | Ingvartsen (69.) | Dänemark |
| Tschechien                                            | Spieler des Spiels: Lucas Andersen (Dänemark) | | Dänemark |
| 24. Juni 2017 um 20:45 Uhr in Tychy (Stadion Miejski) | | |          |
| Zuschauer: 9.047                                      | | |          |
| Schiedsrichter: Bobby Madden ( Schottland)            | | |          |
| Spielbericht                                          | | |          |